# Compasso ternário
O compasso ternário é caracterizado por ter 3 tempos, sendo o primeiro o tempo forte e os dois seguintes fracos.

## Consulta recomendada
Ver também o verbete triple meter em inglês.

Normalmente é com 3 tempos em cada compasso (em compassos simples) e sem anacruse.